# Generally recognized as safe
Pour les articles homonymes, voir Gras.
Le concept GRAS (en anglais : Generally Recognized As Safe, « généralement reconnu comme sans danger ») créé en 1958 par la Food and Drug Administration (FDA) permet la régulation de substances ou extraits ajoutés aux aliments et qui sont considérés comme sans danger par un panel d'expert. Ces composés sont exemptés de l’habituelle loi fédérale sur les additifs pour les aliments, médicaments et cosmétiques.

## Additif alimentaire
Actuellement une désignation GRAS existe sous trois formes :
- « auto-affirmé » (en anglais : self-affirmed) : le producteur a réalisé toutes les recherches nécessaires qui corroborent l'innocuité de son produit ;
- « en attente » (pending) : la FDA analyse le dossier soumis par le producteur pour approbation[2] ;
- « la FDA n'a pas de question » (« FDA has no questions ») : (pas de commentaire/pas de question). La FDA a revu le dossier et n'a pas de question supplémentaire, la substance est GRAS[2].

Exemples de substance GRAS :
- érythritol[3] ;
- gomme xanthane[4].

## Arôme alimentaire et FEMA GRAS
Les arômes alimentaires, qui sont considérés comme des additifs aux États-Unis (pour l'Union européenne les arômes ne sont pas inclus aux additifs), sont traités différemment. En 1960, la FEMA (Flavor and Extract Manufacturers Association (en)), a créé le Flavour EXpert PANel (FEXPAN), historiquement le premier groupe d’experts à pratiquer l’évaluation des substances. Le Fexpan est composé d’experts toxicologues, pharmacologues et biochimistes indépendants du secteur des arômes. Ceux-ci travaillent en appliquant le concept GRAS.
La première liste de 1 100 substances et préparations aromatisantes a été publiée en 1965, dans la liste GRAS 3 publiée par la FDA,.
Les critères utilisés par le FEXPAN pour arriver au statut GRAS sont en résumé les suivants, :
- la « clause de grand-père » : les composés présents dans les aliments que l’homme consomme depuis toujours sans risque apparent sont tenus pour non nocifs à leurs concentrations naturelles ;
- les composés présents dans les tissus humains de l’homme bien portant sont tenus pour non nocifs à leurs concentrations naturelles ;
- la toxicité d’une substance est une caractéristique de celle-ci ; c’est une propriété moléculaire, inhérente à la structure. L’unité est la quantité de composé en grammes par kg de poids corporel de l’individu consommateur. Pour tout produit chimique, « c’est la dose qui fait le poison » : c’est donc l’exposition qui est déterminante ;
- la toxicité et risque ne sont pas synonymes. Le risque est la probabilité pour qu’une substance provoque des lésions compte tenu de ses propriétés physiques, de sa toxicité, de la quantité utilisée et de son mode d’emploi ;
- la toxicité d’un membre d’une série d’homologues peut en général être déduite de la toxicité de ses congénères adjacents ; par exemple, la toxicité d’un alcool primaire est similaire à celle des homologues de la même série ;
- souvent le métabolisme d’une substance laisse entrevoir s’il existe d’éventuelles voies de détoxification et/ou d’excrétion.

En 2007 a été publiée la liste FEMA GRAS numéro 23, comprenant les substances FEMA 4254 à FEMA 4429.
Exemples d'arômes FEMA/GRAS :
- éthyl-maltol
- vanilline
- 2-Phényléthanol.